# 克斯科格爾山 (維內迪傑山脈)
47°8′10″N 12°18′41″E / 47.13611°N 12.31139°E

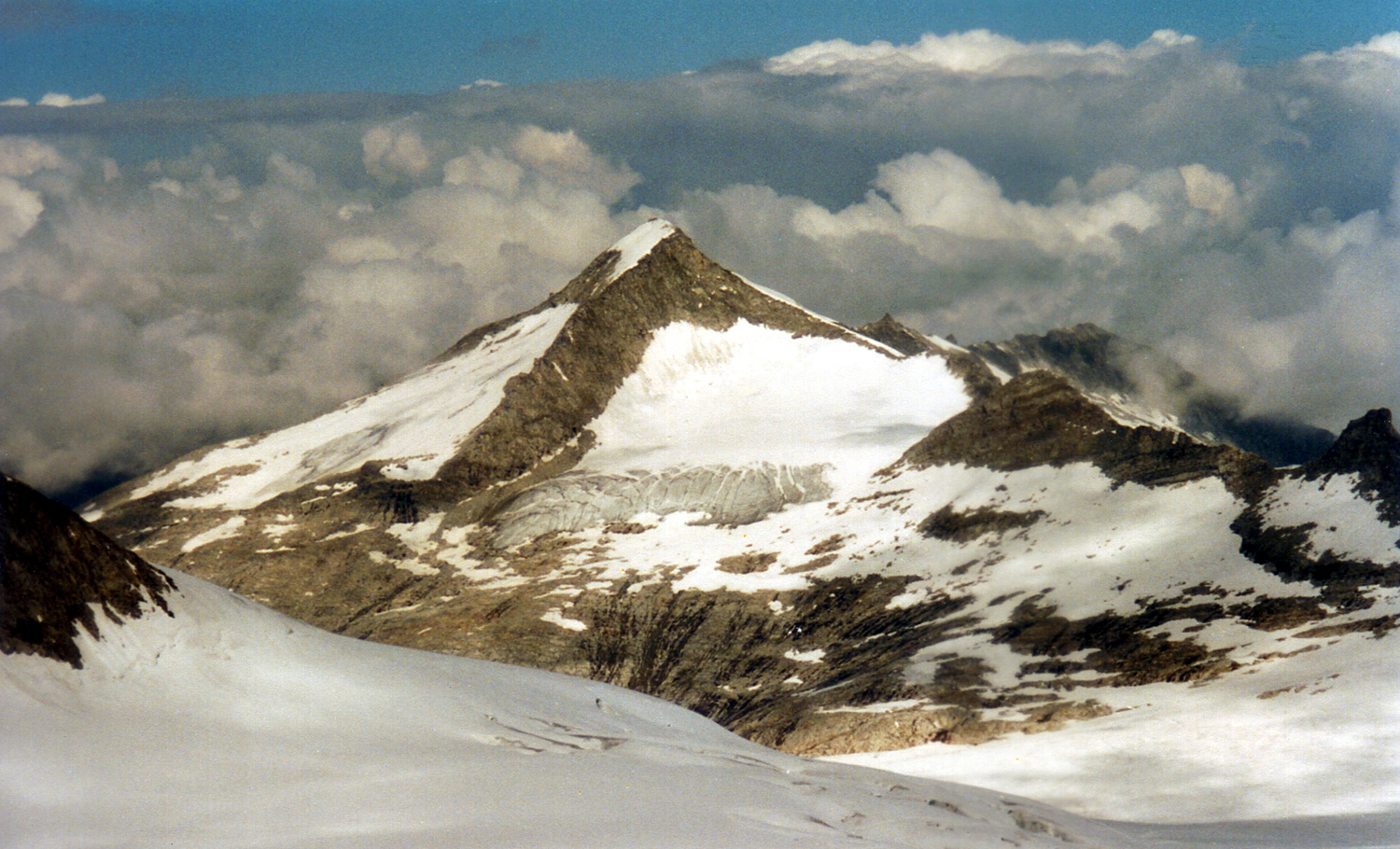

克斯科格爾山（德語：Keeskogel），是奧地利的山峰，位於該國中部，由薩爾茨堡州負責管轄，屬於維內迪傑山脈的一部分，處於大韋內迪格山西北面4公里，海拔高度3,291米。